# Académie de musique et de danse de Jérusalem
L'Académie de musique et de danse de Jérusalem, en hébreu : האקדמיה למוסיקה ולמחול בירושלים, est une école de musique et des arts du spectacle à Jérusalem. Il est situé sur le campus de l'Université hébraïque de Jérusalem.

## Histoire
Le Conservatoire de musique de Jérusalem est fondé en août 1933 par le violoniste Emil Hauser, qui en est également le premier directeur. Son épouse, Helena Kagan, pionnière de la médecine pédiatrique dans l'Israël pré-étatique, est secrétaire honoraire de 1938 à 1946. Le directeur de l'école est Yocheved Dostorevsky, un pianiste originaire de Vienne. Le compositeur israélien Josef Tal dirige ensuite l'académie de 1948 à 1952.
Les cours ont d'abord lieu dans un bâtiment au coin de Kikar Zion, une place au centre de Jérusalem. Pour faire face à l'augmentation du nombre d'élèves, l'école déménage rue Hillel.
En 1958, Samuel Rubin, président de la Norman Foundation, qui devient ensuite la America-Israel Cultural Foundation, fait don permettant d'acheter un immeuble rue Smolenskin, dans le quartier Rehavia de Jérusalem. L'inauguration a eu lieu en présence de Golda Meir, Teddy Kollek et d'autres dignitaires. Lors de la cérémonie, l'école est rebaptisée Académie de musique Rubin à Jérusalem.
Cette même année, la bibliothèque de l'Académie est créée sous l'impulsion de Claude Abravanel. Au cours de ses 35 années en tant que directeur, la bibliothèque rassemble des livres, des revues, des partitions, des premières éditions et autres. La collection est conservée maintenant dans la bibliothèque de l'Académie et dans le fonds d'archives musicales israéliennes, créé en 1988.
Edith Gerson-Kiwi, ethnomusicologue spécialisée dans les musiques ethniques des communautés juives orientales de Palestine et d'Israël, y enseigne l'histoire de la musique en 1942. Avec les encouragements d'Emil Hauser, elle crée les archives phonographiques de l'Institut palestinien de folklore et d'ethnologie et une collection d'instruments de musique ethniques.
En 1965, Hassia Levy-Agron, pionnière de la danse en Israël, crée le département de danse de l'école. Le chef d'orchestre israélien Mendi Rodan dirige l'école de 1984 à 1993.
Aujourd'hui, l'école compte 160 professeurs et plus de 600 étudiants. L'académie est une institution indépendante reconnue par le Conseil de l'enseignement supérieur en Israël, mais collabore également avec l'Université hébraïque de Jérusalem,. L'école dispose d'une faculté des arts du spectacle, d'une faculté de composition, de direction et d'éducation musicale et d'une faculté de danse, de mouvement et de notation du mouvement.

## Anciens élèves notables
- David Bižić (né en 1975), baryton d'opéra
- Natan Brand (1944-1990), pianiste classique
- Drora Bruck (née en 1966), flûte à bec
- David D'Or (né en 1965), chanteur, compositeur et auteur-compositeur
- Noga Erez (née en 1989), chanteuse
- Sofia Falkovitch (née en 1980), hazzan mezzo-soprano
- Riki Guy (né vers 1975), soprano lyrique
- Gilad Atzmon (né en 1963), saxophoniste de jazz et universitaire
- Nurit Hirsh (née en 1942), compositrice, arrangeuse et chef d'orchestre
- Walter Hautzig (né en 1921), pianiste classique
- Daniella Kertesz (née en 1989), actrice
- Naomi Shemer (1930–2004), auteur-compositeur
- Robert Starer (1924-2001), compositeur et pianiste
- Edna Stern (née en 1977), pianiste
- Ilan Volkov (né en 1976), chef d'orchestre
- Yitzhak Yedid (né en 1971), compositeur israélo-australien de musique classique et pianiste de jazz
- Lior Rosner (né en 1969), compositeur israélo-américain de musique classique et de musique de film
- Avi Rothbard (né en 1974), guitariste de jazz israélien